# Damaliscus lunatus korrigum
Il korrigum (Damaliscus lunatus korrigum Ogilby, 1837) è la sottospecie più occidentale del damalisco comune.

## Descrizione
Ha una lunghezza testa-corpo di 150-205 cm e misura 127-132 cm di altezza al garrese. Il peso si aggira sui 122-136 kg. È la sottospecie di damalisco comune di maggiori dimensioni, oltre ad essere quella dalle corna più grandi (possono raggiungere gli 84 cm di lunghezza). Ha una colorazione generale arancio-rossastro splendente. Le chiazze nero-bluastre su spalle, anche e parte superiore delle zampe sono meno estese che nel tiang (D. l. tiang) e nel topi (D. l. jimela) e la parte bassa delle zampe è dello stesso colore del corpo. Dalla zona nero-bluastra che ricopre la faccia si diparte una striscia sottile dello stesso colore che, passando al di sotto dell'occhio, giunge fin dietro ad esso. La coda - 40-60 cm - è piuttosto corta, tanto che arriva a malapena ai garretti, e presenta una cresta di peli neri sul suo terzo inferiore. Le corna a forma di lira, presenti in entrambi i sessi, sono spesse, piuttosto corte e fortemente anellate. Si innalzano curvando dolcemente all'indietro, divergendo leggermente, per poi piegarsi leggermente in su all'estremità. Le femmine sono leggermente più piccole dei maschi, ma per il resto i due sessi sono molto simili. I giovani presentano un manto color sabbia per i primi due mesi di vita.

## Distribuzione e habitat
La popolazione più consistente di korrigum vive all'interno del complesso di parchi transfrontalieri W-Arly-Pendjari, al confine tra Benin, Burkina Faso e Niger; popolazioni più piccole sono state segnalate nel nord del Camerun (all'interno dei parchi nazionali di Waza e di Bouba-Ndjida), nel nord-est della Nigeria, nella valle del Volta Rosso nel nord-est del Ghana, e probabilmente nel nord del Togo. Vive nelle savane sudanesi, anche in regioni particolarmente aride, generalmente al di sotto dei 1500 m di altitudine. Sebbene abiti prevalentemente nelle vaste pianure alluvionali, è in grado di sopravvivere senza bere per lunghi periodi, finché vi è disponibilità di erba fresca.

## Biologia
Il korrigum vive in gruppi di 15-30 capi, ma talvolta, durante le migrazioni stagionali in cerca di nuova erba dopo le prime piogge, possono riunirsi anche mandrie di centinaia di esemplari. Si nutre principalmente di erba, evitando quella troppo bassa, e di poche piante erbacee; nonostante beva acqua, è in grado di sopravvivere senza per lunghi periodi. Spesso si unisce a branchi di altri erbivori, ad esempio alcelafi. Durante il periodo del calore i maschi riproduttivi sono particolarmente territoriali, e ciascuno di essi difende un'area nuziale ben definita dalle intrusioni degli altri maschi, ma attraverso la quale femmine e giovani possono transitare liberamente. Dopo la stagione degli amori i branchi si sciolgono, e maschi e femmine formano gruppi propri. Esclusivamente pascolatore, è in grado di sopravvivere nutrendosi di erbe secche che altre antilopi evitano di mangiare. È dotato di vista, udito e olfatto ben sviluppati ed è un corridore molto veloce, probabilmente in grado di raggiungere le stesse velocità del sassaby.

### Riproduzione
Dopo una gestazione di 210 giorni la femmina dà alla luce un unico piccolo, che viene svezzato a partire dai 4 mesi di età. La maturità sessuale viene raggiunta a 1,5-2 anni nelle femmine e a 3-4 anni nei maschi. La speranza di vita è di 14 anni. Vi è una stagione della riproduzione ben definita, ed i piccoli nascono alla fine della stagione secca, nel mese di marzo. Il piccolo di solito rimane nascosto tra l'erba fino a quando è forte abbastanza da seguire il branco.

## Conservazione
L'Unione Internazionale per la Conservazione della Natura (IUCN) classifica il korrigum come specie in pericolo (Endangered). Il numero di esemplari viene stimato tra i 1850 e i 2650 esemplari, quasi tutti confinati all'interno di aree protette. La sua sopravvivenza è minacciata dalla caccia illegale e dall'espansione del bestiame nelle poche aree di habitat disponibile rimaste.